# Ricardo López Murphy
Ricardo Hipólito López Murphy, souvent appelé Ricardo López Murphy, est un économiste, universitaire et homme politique argentin, né le 10 août 1951 à Adrogué (province de Buenos Aires).
Il est ministre de la Défense d'Argentine, puis ministre de l'Économie, sous la présidence de Fernando de la Rúa. Son mandat à la tête du portefeuille de l'Économie ne dure que 15 jours : il est contraint de quitter ses fonctions après avoir annoncé un plan d'austérité impopulaire. Plusieurs fois candidat aux élections présidentielles argentines, il est depuis 2021 député de Buenos Aires pour la coalition Ensemble pour le changement. Depuis 2020, il préside son propre parti politique, les Républicains unis.
Initialement membre de l'Union civique radicale, López Murphy se définit comme « libéral républicain ». Chrétien, il s'oppose notamment à l'avortement et à la dépénalisation de la consommation de drogues.

## Biographie

### Jeunesse et études
Ricardo Hipólito López Murphy naît le 10 août 1951 à Adrogué, dans la Province de Buenos Aires, d'une famille d'origine basque et irlandaise. Il est nommé Ricardo en l'honneur du politicien argentin Ricardo Balbín (qui est son parrain) et Hipólito en l'honneur du président radical Hipólito Yrigoyen. Il fréquente l'université nationale de La Plata, où il obtient un diplôme en économie, en 1975, après quatre années d'études. Il obtient ensuite une maîtrise en économie de l'université de Chicago en 1980.

### Carrière professionnelle
Au cours de sa carrière, il travaille comme consultant et conseiller économique auprès d'entreprises, d'investisseurs internationaux et d'institutions financières, en Argentine et en Amérique latine. Il est notamment consultant auprès de la Banque interaméricaine de développement, de la Banque mondiale, du Fonds monétaire international et économiste en chef de la Fondation latino-américaine de recherche économique.
Il reçoit le prix décerné par la fondation Konex en 1996.
Il est président du Réseau libéral pour l'Amérique latine, une association d'institutions visant à promouvoir le libéralisme. Il préside également le groupe de réflexion Fondation civique républicaine.

### Carrière politique

#### Ministre de la Défense
En 1999, il commence sa carrière politique en étant nommé ministre de la Défense, en tant que membre de l'Union civique radicale. Il occupe ce poste jusqu'en 2001, date à laquelle il devient brièvement ministre de l'Économie dans le gouvernement argentin.

#### Ministre de l'Économie
Bénéficiant de peu de soutien politique de la part du président Fernando de la Rúa, il est renvoyé deux semaines après une vague de protestations contre son projet d'austérité budgétaire, par lequel il cherche à empêcher la crise économique, mais qui réduit fortement les dépenses consacrées à l'éducation,.

#### Fondation de son parti politique
En 2002, il fonde un parti politique libéral-conservateur, Recréer pour la croissance (RECREAR) et se présente à l'élection présidentielle de 2003, terminant troisième derrière Carlos Menem et Néstor Kirchner, avec 16,3 % des suffrages exprimés. López Murphy gagne toutefois parmi les Argentins vivant à l'étranger. Il est le vainqueur parmi les Argentins ayant voté aux États-Unis, en Italie, en Grande-Bretagne, en Espagne, au Chili, en Uruguay et au Brésil.
Il s'associe à Mauricio Macri en 2005 pour créer une nouvelle coalition de centre-droit appelée Proposition républicaine, qui soutient tacitement sa deuxième candidature infructueuse à la présidence lors des élections générales de 2007. López Murphy obtient de mauvais résultats, avec seulement 1 % des voix ; Cependant, Proposition républicaine fait un peu mieux aux élections provinciales et au Congrès et remporte l'élection municipale à Buenos Aires la même année, plaçant Mauricio Macri au poste de maire de la ville.
Ricardo López Murphy quitte Recréer pour la croissance en avril 2008, invoquant des divergences sur la stratégie électorale, et crée en décembre le parti Convergence fédérale. Il se présente à la mairie de Buenos Aires en 2011 sur cette liste, mais n'obtient  que 24 911 voix, soit 1,4 % des suffrages,.

#### Mandat de député
En 2021, il est élu député pour la coalition Ensemble pour le changement à Buenos Aires, avec 23 % des voix.

## Positions politiques
López Murphy est opposé à la décriminalisation de la consommation de drogues et à l'avortement. Il se revendique comme « libéral d'Alem et d'Alberdi », ou comme « libéral républicain ».

## Vie privée
López Murphy est marié et père de trois enfants. Il est souvent appelé dans les médias « le Bulldog » , un surnom qu'il a fini par adopter pour lui-même. Il est décrit comme un fervent catholique et un supporter du club de San Lorenzo de Almagro.

## Résultats électoraux

### Élection à des mandats exécutifs
| Élection | Mandat                           | Parti | Parti                      | Suffrages | Suffrages | Suffrages | Résultat | Réf.   |
| Élection | Mandat                           | Parti | Parti                      | Total     | %         | Position  | Résultat | Réf.   |
| -------- | -------------------------------- | ----- | -------------------------- | --------- | --------- | --------- | -------- | ------ |
| 2003     | Président de la Nation argentine |       | Recréer pour la croissance | 3 173 584 | 16,37 %   | 3e        | Non élu  | [ 17 ] |
| 2007     | Président de la Nation argentine |       | Recréer pour la croissance | 273 406   | 1,43 %    | 6e        | Non élu  | [ 18 ] |
| 2011     | Maire de Buenos Aires            |       | Parti autonomiste          | 24 911    | 1,40 %    | 8e        | Non élu  | [ 19 ] |

### Élection à des mandats législatifs
| Élection | Mandat   | Parti                       | Lieu d'élection          | Suffrages | Suffrages | Suffrages | Résultat | Réf.   |
| Élection | Mandat   | Parti                       | Lieu d'élection          | Total     | %         | Position  | Résultat | Réf.   |
| -------- | -------- | --------------------------- | ------------------------ | --------- | --------- | --------- | -------- | ------ |
| 2005     | Sénateur | Proposition républicaine    | Province de Buenos Aires | 509 756   | 7,63 %    | 5e        | Non élu  | [ 20 ] |
| 2007     | Député   | Recréer pour la croissance  | Province de Buenos Aires | 106 681   | 1,58 %    | 8e        | Non élu  | [ 18 ] |
| 2021     | Député   | Ensemble pour le changement | Buenos Aires             | 867 044   | 47,09 %   | 4e        | Élu      | [ 21 ] |